# عصر النهضة الرومانية

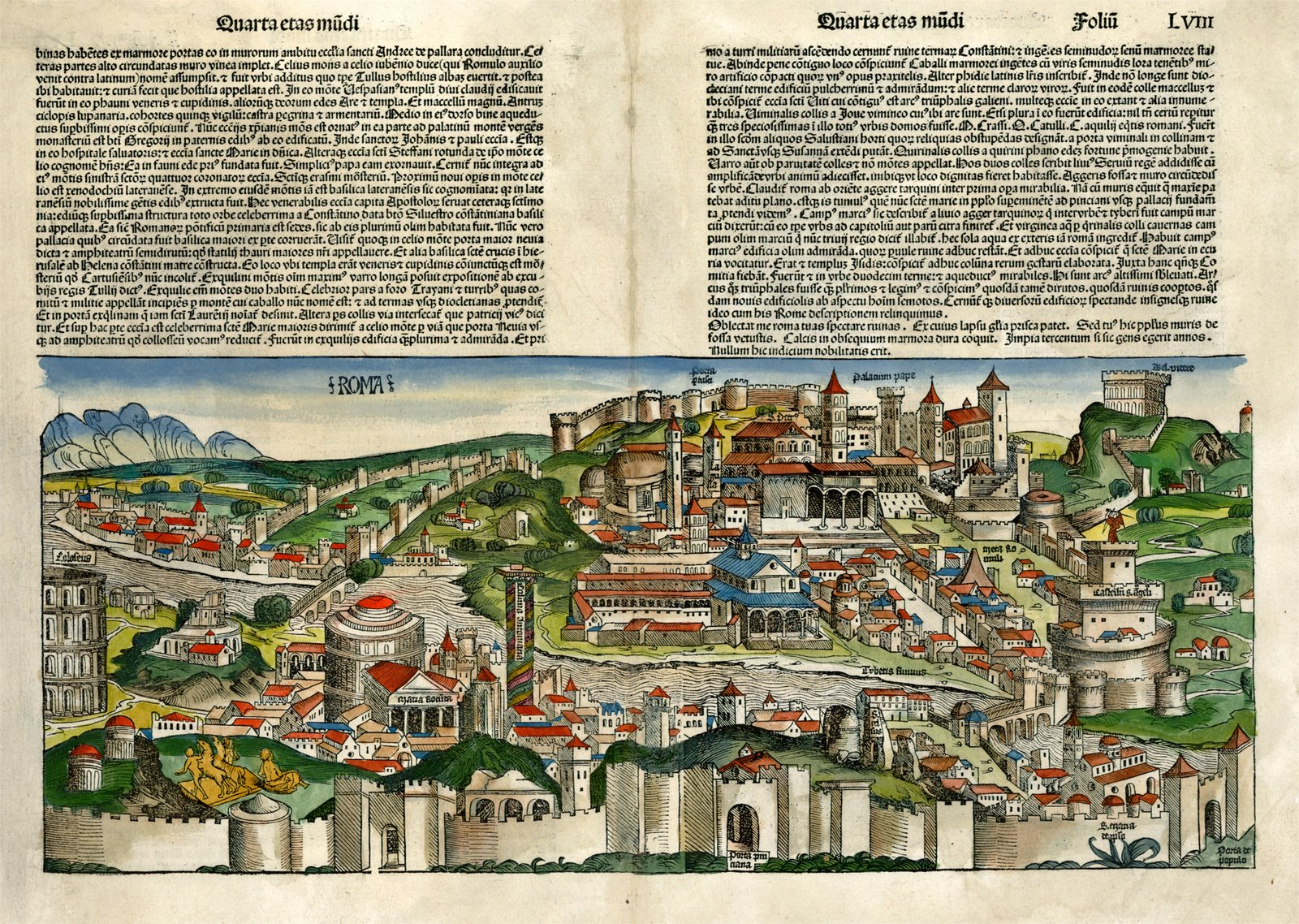

استمر عصر النهضة الرومانية في الفترة الممتدة بين منتصف القرن الخامس عشر ومنتصف القرن السادس عشر، وهي الفترة التي وُلد فيها عدد من العباقرة، كمايكل أنجلو ورافائيل، الذين تركوا علامات لا تمحى في ذاكرة الفن التشكيلي الغربي. جذبت المدينة الفنانين الراغبين في دراسة آثارها الكلاسيكية، منذ أوائل القرن الرابع عشر. أسفر الاهتمام المتجدد بالكلاسيكيات عن أول دراسة أثرية للبقايا الرومانية من قبل المهندس المهماري فيليبو برونليسكي والنحات دوناتيلو. ألهم ذلك مذهبَ الكلاسيكية في فني النحت والرسم، الذي تجلى في لوحات مازاتشو وأوتشيلو. كثيرًا ما استلهم بيزانيلو ومساعدوه أفكارهم من الآثار العتيقة، ولكن منهج عملهم الأساسي كان يعتمد على الفهرسة، إضافة إلى حيازة مجموعة من النماذج لاستغلالها لاحقًا.
في عام 1420، أعاد البابا مارتن الخامس الكرسي الباباوي إلى روما، بعد فترة طويلة من «باباوية أفينيون»، ومن حدوث الانشقاق الباباوي، عندما ادعى عدة «باباوات» أحقيتهم في الجلوس على الكرسي الباباوي في وقت واحد. بدأ مارتن الخامس العمل الفوري، وأسس نظامًا ورمم الكنائس المتداعية والقصور والجسور وغيرها من المنشآت العامة. أشرك البابا مارتن الخامس بعض أشهر فناني المدرسة التوسكانية في عملية إعادة الإعمار، ووضع بذلك حجر الأساس لعصر النهضة الرومانية.

## خلفية تاريخية
اتسم القرن الرابع عشر في روما، مع غياب الباباوبات بسبب «باباوية أفينيون»، بالإهمال والبؤس. انخفض تعداد سكان روما إلى أدنى مستوى، وعانى من تبقى فيها من الجوع والبؤس. كان من الضروري قبل عودة البابوية إلى روما، بعد التأجيل المتكرر بسبب الظروف السيئة التي تعيشها المدينة وانعدام الأمن والرقابة فيها، تعزيز الجوانب المذهبية والسياسية للبابوية. عندما عاد غريغوري الحادي عشر إلى روما عام 1377، وجد أن سلطته شكلية أكثر مما هي فعلية. كانت المدينة في حالة من الفوضى بسبب الصراعات بين النبلاء والفصيل الشعبي. تبع ذلك أربعة عقود من انعدام الاستقرار، اتسمت محليًا بصراعات على السلطة بين عامة الشعب والباباوية، بينما عانت، على المستوى الدولي، من الانشقاق العظيم للمسيحية الغربية. تمكن مارتن الخامس من عائلة كولونا أخيرًا من إحلال النظام في المدينة، ووضع الأساسات نهضتها.

## مارتن الخامس (1417 – 1431)
وُلد البابا مارتن الخامس في مدينة جينازنو الإيطالية عام 1368. درس في جامعة بيروجا وأصبح كبير الرسوليين تحت حكم البابا أوربان السادس، فيما أصبح، في ظل حكم البابا بونيفاس التاسع، مستمعًا وسفيرًا بابويًا لمختلف المحاكم الإيطالية. أصبح مارتن الخامس، في 12 يونيو من عام 1402، شماسًا رئيسيًا في كنيسة سان جورجيو في فيلابرو. انتُخب مارتن الخامس كبابا بالإجماع في مجلس كونستانس بتاريخ 11 نوفمبر من عام 1417، وكُنّي بلقب مارتن الخامس نسبةً لمارتن التوروزي، الذي وقع عيده في يوم انتخابه. حاول ملك ألمانيا، سيغيسموند، حثّ مارتن الخامس على البقاء في ألمانيا في الوقت الذي توسلت إليه فرنسا للقدوم إلى أفينون، لكنه رفض جميع العروض السابقة وتوجه، في 16 مايو من عام 1418، إلى روما. بعد العديد من الانعطافات، عمل مارتن الخامس في المقام الأول من اجل تعزيز العلاقات مع ملكة نابولي، براكو دي مونتون، ومع آخرين، وصل إلى نابولي في 28 سبتمبر من عام 1420.
بدأ مارتن الخامس أولى أعماله في أبرشية كاتدرائية القديس يوحنا اللاتراني، التي تعرضت، في عام 1413، لأضرار كبيرة. في عام 1421، أُثريت الكنيسة بأرضية كوزماتيكية جديدة، وأُصلح سقفها، في حين تلقى الرسام الإيطالي الشهير جنتيلي دا فابريانو عمولةً لإبداع حلقة جديدة من اللوحات الجدارية في الممر الأيمن لها. أكمل الرسام أنطونيو دي بوتشيو بيسانو (المعروف باسم بيزانيلو) عمل فابريانو بعد وفاته في عام 1427. حصلت الكاتدرائية على دير جديد، خُصص لأتباع كنيسة القديس بنديكت. صُمم رصيف الكاتدرائية وأعمدتها لتكون قطعًا مميزة خاصة بعائلة كولونا.
عندما نُفي كوزيمو دي ميديشي من فلورنسا، عاد دوناتيلو إلى روما وبقي فيها حتى عام 1433. تعتبر كل من قبة مذبح كاتدرائية القديس بطرس ذات الطابع الكلاسيكي، وقبر جيوفاني كريفيلي في كاتدرائية الفديسة ماريا في آرا كويلي، أهم الأعمال التي تشهد على إبداع دوناتيلو في روما. عاد برونليسكي إلى روما عدة مرات ليجد فيها الإلهام للانطلاق بعصر النهضة. أثناء وجوده في فلورنسا، أصبح ماساكيو أول رسام إيطالي بارز في القرن الخامس عشر، وأصبح صديقًا لكل من برونليسكي ودوناتيلو الذان شجعاه على السفر إلى روما إلى أن عقد العزم على ذلك، في عام 1423، مع معلمه ماسولينو. تحرر رونليسكي منذ تلك اللحظة من كل التأثيرات البيزنطية والقوطية، وهو ما انعكس على عمله في لوحة مذبح الكنسية الكرملية في مدينة بيزا الإيطالية. ظهرت، في هذه الرحلة، آثار الفن الروماني واليوناني القديمين التي تتجلى في بعض أعمال مازاتشو. لسوء الحظ، لم تجد أفكار مازاتشو الإبداعية الأخرى فرصة للتطبيق على أرض الواقع بسبب وفاته في سن مبكرة إذ توفي بعمر السابعة والعشرين.

## إيجين الرابع
وُلد أوجينيوس الرابع (غابرييل كوندولمارو، أو كوندولمير) في البندقية عام 1388 في عائلة ثرية. كان ابن أخت البابا غريغوري الثاني عشر. انتخب كوندولمارو للبابوية بسبب خدمته الطويلة للبابا مارتن الخامس، وحصل على اللقب بعد أول فحص له. ومع ذلك، كانت فترة بابويته سريعة جدًا، إذ أشعل أعداء البابا في عام، 1434، ثورةً في روما. هرب يوجين عبر نهر التيبر إلى مدينة أوستيا حيث استقبلته عائلة فلورنتاين التي سُرت بزيارته. انتقل كوندولمير فيما بعد إلى دير الدومينيكان في كنيسة سانتا ماريا نوفيلا، وأرسل جيوفاني فيتيليشي، أسقف ريكاناتي، لاستعادة النظام في الدول البابوية. كانت فلورنسا، في ذلك الوقت، مركزًا للنشاط الأدبي، وهو ما أثر بوضوح على الحركة الإنسانية فيها. كرس إيجين الرابع، أثناء إقامته في العاصمة التوسكانية، قداسة كاتدرائية فلورنسا، التي أنهاها برونليسكي فيما بعد.